# 일본원숭이
일본원숭이(일본어: ニホンザル 니혼자루[*], 학명: Macaca fuscata)는 일본의 고유종 원숭이로, 마카크속에 속해 있어 일본마카크원숭이라고도 한다. 위도상 사람을 제외하고는 가장 북쪽에서 서식하는 영장류이다. 북으로는 아오모리현 시모키타반도에서 남으로는 야쿠섬까지, 혼슈, 규슈, 시코쿠 각지에 분포한다. 낮은 산이나 평지에서 30-40마리가 군집생활을 하는데 1,500m의 높은 지대에도 분포한다. 일본의 온대림과 침엽수림에서 주로 서식한다. 긴꼬리원숭이과에 속하며 학명은 Macaca fuscata이다.
천적은 대형맹금류, 육식동물이다.

## 외형적 특징

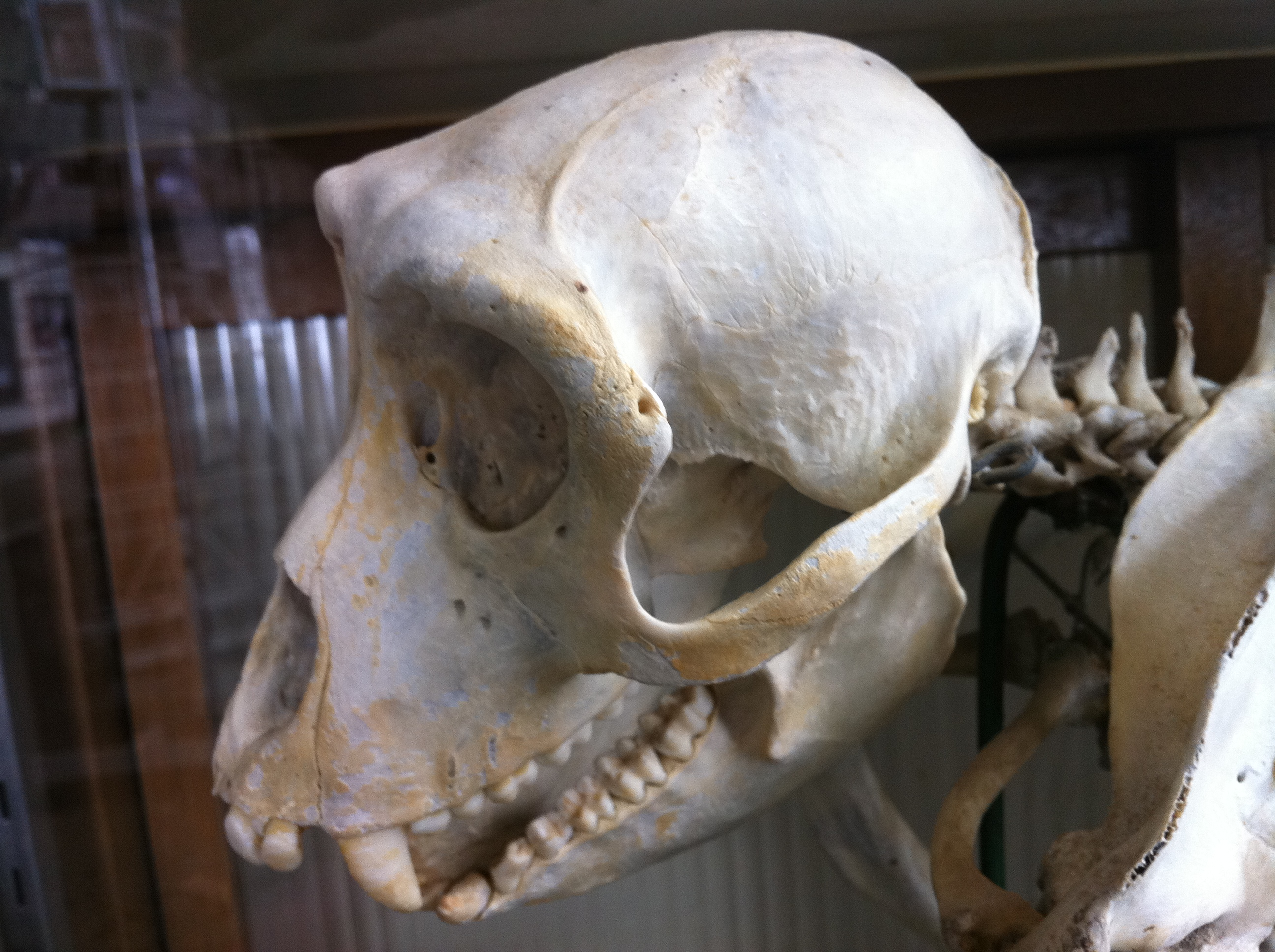
일본원숭이의 두개골

일본원숭이는 성적 이형성을 보인다. 수컷의 평균 체중은 11.3 kg인 반면, 암컷의 평균 체중은 8.4 kg이다. 추운 지역의 원숭이들은 따뜻한 지역의 원숭이들보다 체중이 더 나가는 경향이 있다. 수컷의 평균 키는 57.0 cm이며, 암컷의 평균 키는 52.3 cm이다. 뇌의 무게는 약 95 g이다. 일본원숭이는 짧은 꼬리를 가지고 있는데, 수컷은 평균 92.5 mm, 암컷은 평균 79.1 mm이다. 원숭이의 얼굴과 엉덩이는 분홍빛을 띤다. 나머지 신체 부위는 갈색이나 회색 털로 덮여 있다. 원숭이의 털은 추위에 잘 적응되어 있어 기온이 낮아질수록 두꺼워진다. 원숭이는 영하 20도의 기온에서도 견딜 수 있다.
원숭이들은 대부분 네 발로 이동한다. 이들은 반지상성으로, 암컷은 나무에서 더 많은 시간을 보내고 수컷은 지상에서 더 많은 시간을 보낸다. 원숭이들은 도약을 할 수 있는 것으로 알려져 있다. 수영을 매우 잘하며, 500 미터가 넘는 거리를 수영한 기록이 있다. 일본원숭이의 수명은 암컷이 최대 32년, 수컷이 최대 28년으로, 다른 마카크 종들과 비교했을 때 긴 편이다.

## 행동

### 집단 구조
일본원숭이는 모계 사회에서 살며, 암컷은 평생 자신이 태어난 집단에서 지내는 반면 수컷은 성적으로 성숙하기 전에 집단을 떠난다. 원숭이 집단은 보통 양성의 성체들로 구성되어 있다. 또한 일본원숭이 무리는 여러 모계 혈통으로 이루어져 있다. 이러한 모계 혈통들은 위계 서열을 이루어 특정 집단의 모든 구성원이 하위 순위 집단의 구성원들보다 상위에 위치하는 구조를 가질 수 있다. 최근에 출생 집단을 떠나 다른 집단으로 이동하려는 수컷들로 구성된 임시적인 수컷 전용 집단도 존재한다. 그러나 많은 수컷들은 어떤 집단에도 속하지 않은 채 상당한 시간을 보내며, 여러 집단을 옮겨 다니기도 한다.
무리의 암컷들은 안정적인 위계 서열 속에서 살며, 암컷의 서열은 어미의 서열에 따라 결정된다. 나이가 어린 암컷이 나이 많은 자매보다 더 높은 서열을 차지하는 경향이 있다. 높은 서열의 모계 혈통은 더 강한 사회적 결속력을 보인다. 지배적인 암컷들과의 강한 관계는 지배적인 수컷들이 그렇지 않았다면 잃었을 서열을 유지하는 데 도움이 될 수 있다. 집단 내 수컷들은 일반적으로 위계 서열을 가지며, 한 마리가 알파 수컷의 지위를 차지한다. 수컷 원숭이의 지배적 지위는 보통 이전의 알파 수컷이 떠나거나 죽을 때 변한다. 수컷 위계가 변하는 다른 경우는 알파 수컷이 서열을 잃거나 무리가 분열되어 새로운 알파 수컷 자리가 생길 때이다. 수컷이 무리에서 보내는 시간이 길수록 그의 지위가 높아질 가능성이 크다.
암컷들은 주로 털 고르기를 통해 사회적 관계와 위생을 모두 유지한다. 털 고르기는 기후나 계절에 관계없이 이루어진다. 모계 혈통으로 연관된 암컷들은 혈연관계가 없는 개체들보다 더 자주 서로의 털을 고른다. 암컷들은 무리의 결속력과 서로 다른 친족 관계 사이의 사회적 관계를 유지하기 위해 혈연관계가 없는 암컷들의 털도 고른다. 그럼에도 집단이 커지는 경우에는 제한된 수의 다른 암컷들의 털만을 고른다. 암컷들은 주로 위생적인 목적으로 수컷의 털을 고르지만, 이러한 행동은 지배적인 수컷들을 집단으로 끌어들이는 역할도 할 수 있다. 어미는 자신의 털 고르기 기술을 자손에게 전달하는데, 이는 유전적 수단이 아닌 문화적 특성으로서 사회적 수단을 통해 이루어질 가능성이 높다.

#### 암컷의 무리 지도력 기록
다카사키야마 자연동물원의 야케이는 2021년 자신의 무리를 이끄는 지도자가 된 암컷이다. 그의 무리는 1952년에 설립된 이 동물원의 보호구역에서 살고 있는 677마리의 일본원숭이로 구성되어 있다. 9살의 나이에 그는 무리의 지배적인 수컷들을 물리치고 높은 서열의 어미까지도 제압했다. 그는 70년간의 기록된 역사 동안 무리의 최초의 암컷 지도자가 되었다. 야케이는 다른 개체들의 도전을 받을 수 있다고 여겨졌던 첫 번째 번식기를 거치면서도 자신의 지도자 지위를 유지했다. 과학계와 대중 모두의 관심으로 인해 야케이의 행동에 대한 광범위한 보도가 이어지고 있다.

### 교미와 양육
수컷과 암컷 원숭이는 짝을 이루어 교미기 동안 함께 교미하고, 먹이를 먹고, 휴식을 취하며, 이동하는데, 이러한 관계는 평균적으로 16일 정도 지속된다. 암컷은 한 철에 평균 네 마리의 수컷과 연합 관계를 맺는다. 서열이 높은 수컷은 하위 수컷들보다 더 긴 연합 기간을 가진다. 또한 서열이 높은 수컷들은 하위 수컷들의 연합 관계를 방해하려 한다. 암컷은 어떤 서열의 수컷과도 교미할 수 있다. 그러나 지배적인 수컷들은 짝 지키기에 더 성공적이기 때문에 다른 수컷들보다 더 자주 교미한다. 암컷이 교미 여부를 결정한다. 또한 지배적인 위치에 있다고 해서 반드시 암컷과의 교미에 성공하는 것은 아니다. 수컷들은 교미기 동안 일시적으로 다른 무리에 합류하여 그곳의 암컷들과 교미할 수 있다.
교미기에는 수컷의 얼굴과 생식기가 붉어지고 꼬리가 곧게 서며, 암컷의 얼굴과 항문생식기 부위가 선명한 붉은색으로 변한다. 원숭이들은 지상과 나무 위 모두에서 교미한다. 대략 세 번의 교미 중 한 번 정도가 사정으로 이어진다. 원숭이들은 어깨 너머로 뒤를 돌아보거나, 가만히 있거나, 잠재적인 짝을 향해 뒤로 걸어감으로써 교미할 준비가 되었음을 신호한다. 암컷은 교미 중에 '스쿼크'나 '스퀴크' 소리를 내거나 단조로운 '캐클' 소리를 낸다. 수컷은 교미 시 특별한 발성을 하지 않는다.
암컷들은 교미기와 관계없이 동성 간 마운팅 행동을 하며, 따라서 수컷보다 다른 암컷들에 의해 더 자주 마운팅을 당한다. 이러한 행동으로 인해 학계에서는 일본원숭이 암컷이 동성애나 이성애를 선호하기보다는 일반적으로 양성애적이라는 제안이 있어 왔다.
원숭이 어미는 무리가 이동 중이어서 함께 있어야 하는 경우가 아니라면, 출산을 위해 무리의 가장자리의 한적한 곳으로 이동한다. 원숭이들은 보통 지상에서 출산한다. 새끼는 어두운 갈색 털을 가지고 태어난다. 어미와 새끼는 다른 무리 구성원들을 피하는 경향이 있다. 새끼는 생후 5~6주에 첫 고형식을 먹으며, 7주가 되면 어미로부터 독립적으로 먹이를 찾을 수 있다. 어미는 처음 4주 동안 새끼를 배에 안고 다닌다. 그 이후에는 등에도 업는다. 새끼는 1년이 지나서도 계속해서 안겨 다닌다. 어미는 매우 천천히 다시 사회적 활동을 시작할 수 있다. 그러나 자신의 새끼가 없는 암컷들이 다른 개체의 새끼를 돌보는 현상이 관찰되었다. 수컷의 새끼 돌보기는 일부 집단에서는 나타나지만 다른 집단에서는 나타나지 않는다. 돌보기를 하는 경우, 주로 나이 든 수컷이 암컷처럼 새끼를 보호하고, 털을 고르고, 안아준다.
새끼는 3~4개월 안에 운동 능력을 완전히 발달시킨다. 새끼가 7개월이 되면 어미는 젖 먹이기를 줄이기 시작하며, 18개월이 되면 완전히 젖을 뗀다.
일부 개체군에서는 수컷 새끼가 암컷 새끼보다 더 큰 집단에서 놀기를 선호하는 경향이 있다. 그러나 암컷 새끼는 수컷 새끼보다 더 많은 사회적 상호작용을 하며, 모든 연령과 성별의 개체들과 어울린다. 수컷은 2살이 되면 비슷한 나이의 다른 수컷들과 어울리는 것을 선호한다.

### 의사소통
일본원숭이들은 먹이 활동이나 이동 중에 '쿠스' 소리라고 불리는 음성을 자주 낸다. 이러한 발성은 무리를 함께 유지하고 암컷들 간의 사회적 관계를 강화하는 역할을 하는 것으로 여겨진다. 원숭이들은 보통 다른 개체의 쿠스 소리에 자신의 쿠스 소리로 응답한다. 또한 털 고르기 전에도 쿠스 소리를 내는데, 이때는 '거니'라고 분류되는 발성도 함께 한다. '거니' 소리의 변형은 상황에 따라 다양하게 나타난다. 이 소리는 공격적인 만남에서 개체들 간의 화해를 이루는 데에도 사용된다. 원숭이들은 위험을 알리는 경계음과 발정기를 알리는 소리를 내는데, 발정기 신호음은 경계음과 비슷하게 들린다. 위협음은 공격적인 만남에서 들을 수 있으며, 대립적 상호작용에 관여된 개체들을 지지하는 이들이 주로 낸다. 지지를 받은 개체는 이후에 자신을 지지했던 개체들을 다시 지지하게 된다.

### 지능과 문화
일본원숭이는 지능이 높은 종이다. 일본 고지마섬에서 이 종을 연구하던 연구진이 해변에 고구마를 놓아두었는데, '이모'(일본어로 감자나 고구마를 의미함)라는 이름의 한 암컷이 다른 개체들처럼 흙을 털어내는 대신 강물로 음식을 씻는 모습을 목격했으며, 후에는 깨끗한 음식을 짠 바닷물에 담그기까지 했다. 얼마 지나지 않아 무리의 다른 구성원들도 이 행동을 따라 하기 시작했다. 이러한 특성은 세대를 거쳐 전해져 결국 나이 든 개체들을 제외한 모든 무리 구성원들이 음식을 씻고 심지어 바다에서 간을 맞추기까지 했다. 마찬가지로 이모는 밀을 공기 주머니와 흙으로 뭉쳐서 물에 던진 뒤, 흙이 제거된 밀이 떠오르기를 기다렸다가 먹는 행동을 최초로 보여주었다. 이 사건이 잘못 전해져 '백 번째 원숭이' 효과의 근거가 되었다. 그 행동 역시 무리 구성원들 사이에 퍼져나갔다.
일본원숭이는 온천에서 함께 목욕을 하거나 재미로 눈덩이를 굴리는 등 다른 특이한 행동도 보인다. 겨울철에는 목욕이 스트레스 수준을 낮추는 것과 관련이 있는데, 서열이 높은 암컷들이 온천 밖에서 높은 스트레스를 받는 것을 보상하기 위해 제한된 자원인 온천을 독점한다. 또한 최근 연구에 따르면 일본원숭이는 인간 문화와 비슷하게 서로 다른 억양을 발달시키는 것으로 밝혀졌다. 불과 수백 마일 떨어진 지역의 원숭이들도 의사소통 방식인 울음소리의 음높이가 매우 다를 수 있다. 일본원숭이는 신경과학 관련 많은 연구에 참여했으며 약물 실험에도 사용되고 있다.

## 생태
일본원숭이는 주행성이다. 추운 지역에서는 가을부터 초겨울까지 여러 활동 사이에 먹이 활동을 한다. 겨울에는 하루에 두세 번에서 네 번 정도 먹이 활동을 하며, 일상 활동의 빈도가 줄어든다. 봄과 여름에는 하루에 두세 번 정도 먹이 활동을 한다. 야쿠섬과 같은 따뜻한 지역에서는 일상 활동이 더 다양하게 나타난다. 일본원숭이의 전형적인 하루는 휴식 20.9%, 이동 22.8%, 먹이 활동 23.5%, 사회적 털 고르기 27.9%, 자기 털 고르기 1.2%, 기타 활동 3.7%로 구성된다. 원숭이들은 주로 나무에서 자지만, 바닥이나 바위 위 또는 근처, 쓰러진 나무에서도 잔다. 겨울에는 잠자리에서 체온 유지를 위해 서로 몸을 맞대고 모여 잔다. 지고쿠다니 야생 원숭이 공원의 원숭이들은 겨울철에 몸을 따뜻하게 하기 위해 온천을 찾는 것으로 유명하다.

### 식성
일본원숭이는 잡식성으로 다양한 먹이를 먹는다. 213종 이상의 식물이 이들의 식단에 포함된다. 또한 곤충과 나무껍질, 흙도 먹는다. 야쿠섬에서는 주로 과일과 성숙한 잎, 떨어진 씨앗을 먹는다. 일본원숭이는 또한 균류와 고사리, 무척추동물, 그리고 식물의 다른 부위도 먹는다. 더불어 야쿠시마에서는 계절에 따라 식단이 달라져서 여름에는 과일을, 겨울에는 풀을 먹는다. 더 북쪽 지역에서는 먹이가 부족한 겨울을 대비해 지방을 저장하기 위해 주로 과일이나 견과류 같은 계절 식품을 먹는다. 북쪽의 긴카산섬에서는 주로 떨어진 씨앗과 풀, 어린잎, 과일을 먹는다. 선호하는 먹이를 구할 수 없을 때는 땅속의 식물 부위(뿌리나 근경)를 파내거나 흙과 물고기를 먹는다.

## 분포와 서식지
일본원숭이는 인간을 제외한 영장류 중 가장 북쪽에 서식하는 종이다. 이들은 블래키스턴선 이남의 일본 4대 주요 섬 중 세 곳인 혼슈, 시코쿠, 규슈에서 발견된다. 가장 북쪽의 개체군은 혼슈의 최북단인 시모키타반도에 살고 있다. 일본의 여러 작은 섬들에도 원숭이들이 서식하고 있다. 야쿠섬에 사는 가장 남쪽 개체군은 본토 원숭이의 아종인 야쿠섬원숭이(M. fuscata yakui)이다. 1989년의 한 연구는 야생 일본원숭이의 전체 개체수를 114,431마리로 추정했다.
일본원숭이는 다양한 서식지에서 살아간다. 분포 범위의 남쪽에서는 아열대 숲에, 북쪽의 산악 지역에서는 아한대 숲에 서식한다. 중부와 북부 일본의 낙엽수림과 섬들의 남서부의 상록활엽수림 등 따뜻한 숲과 서늘한 숲 모두에서 발견될 수 있다. 온대 상록활엽수림과 냉온대 낙엽활엽수림이 원숭이들에게 가장 중요한 서식지이다.
1972년, 약 150마리의 일본원숭이 무리가 교토에서 미국 텍사스 남서부의 영장류 관측소로 이주되었다. 이 관측소는 목장 형태의 폐쇄된 환경으로, 원숭이들은 최소한의 인간 간섭만을 받으며 자유롭게 돌아다닐 수 있었다. 처음에는 건조한 관목지로 이루어진 낯선 서식지에서 많은 개체들이 죽었다. 그러나 원숭이들은 결국 환경에 적응하여 독수리, 코요테, 방울뱀과 같은 포식자들을 피하는 법을 배웠고, 메스키트 콩, 선인장 열매와 같은 먹이를 찾는 법도 터득했다. 생존한 원숭이들은 번성하여 1995년에는 무리가 500~600마리로 늘어났다. 1996년, 사냥꾼들이 도망친 원숭이 4마리를 부상입히거나 죽였다. 이로 인해 법적 제한이 공개적으로 명확해졌고, 텍사스주 딜리 근처에 새로운 75헥타르 규모의 보호구역을 설립하기 위한 기금이 모금되었다. 1999년, 동물보호협회가 보호구역의 운영을 맡아 다른 종의 영장류들도 구조하기 시작했다. 2017년 기준으로 이 무리는 다른 6종의 마카크와 함께 살고 있다.

## 인간과의 관계
화전농업, 건축과 연료용 산림 목재의 사용, 사냥과 같은 전통적인 인간의 행위들이 원숭이들에게 위협이 되어왔다. 제2차 세계 대전 이후, 1947년의 원숭이 사냥 금지를 포함한 일본의 사회경제적 변화로 인해 이러한 위협들은 감소했다. 그러나 특히 천연림이 목재 조림지로 대체되는 등 새로운 위협이 등장했다.
원숭이에 대한 보호, 조림 증가, 인간에 의해 천적인 일본늑대가 멸종하면서 1940년대 이후 원숭이의 개체수가 크게 증가했다. 이러한 이유와 함께 토지 이용의 변화로 농경지가 원숭이의 서식지와 가까워지면서, 이들은 주요 농업 해충이 되었다. 원숭이들은 일반적인 울타리를 넘을 수 있고 허수아비와 같은 위협 수단이 실제로는 위험하지 않다는 것을 빠르게 알아차리기 때문에 전기 울타리와 같은 방법을 사용해야 한다. 2019년, 원숭이로 인한 농업 피해액은 약 9억 엔에 달했다. 농업 피해를 줄이기 위해 매년 2만 마리 이상의 원숭이가 도태되고 있으며, 이러한 도태로 인해 원숭이의 서식 범위가 줄어들고 있다는 우려가 제기되고 있다.
원숭이들은 자주 도시 지역에 들어왔는데, 한 마리의 원숭이가 도쿄 중심부에서 수개월 동안 살았던 기록이 있다. 2022년에는 야마구치 시에서 원숭이들의 공격적인 행동이 나타나 최소 50명이 피해를 입었다.

## 사진

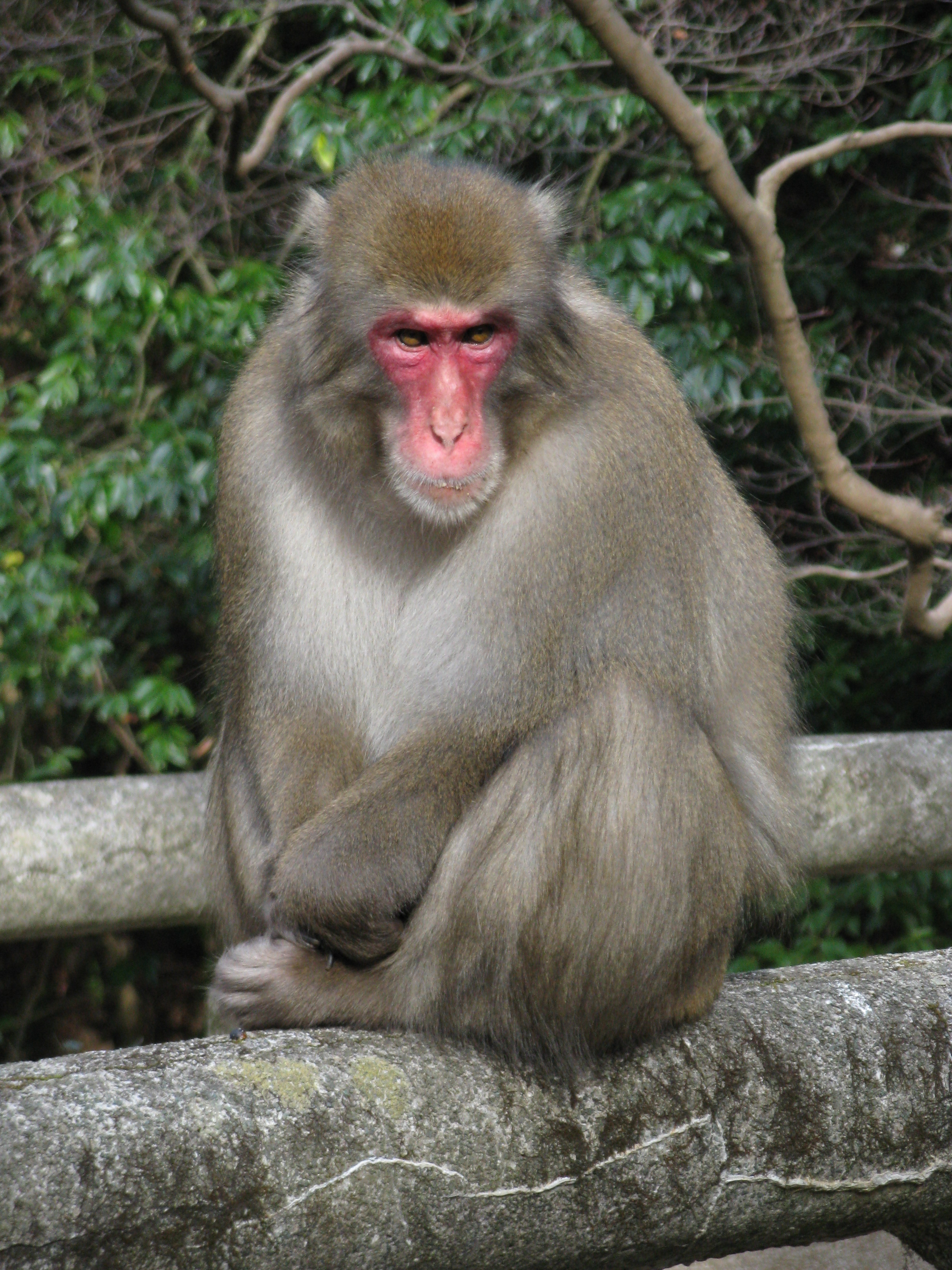
일본 본토에 분포하는 아종인 본토원숭이
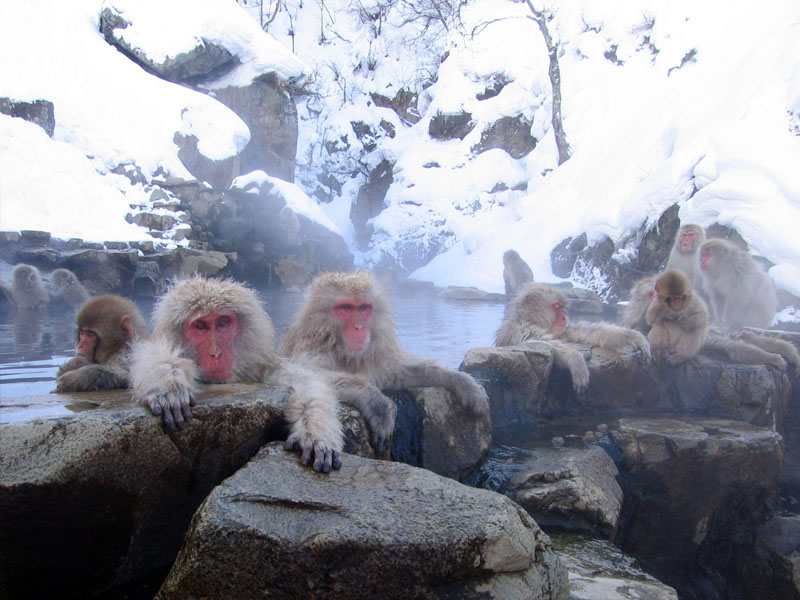
일본 나가노현 지고쿠다니 야생 원숭이 공원에서 온천중인 일본원숭이들

## 아종
야쿠섬에 사는 아종 M. fuscata yakui을 야쿠원숭이(ヤクシマザル, ヤクザル)라 한다. 본토의 아종 M. fuscata fuscata은 이와 구분하여 본토원숭이(ホンドザル)라 부른다. 야쿠시마원숭이와 본토원숭이 사이의 유전적 차이는 본토원숭이 사이의 차이에 비해 10배 이상 크다고 한다.

대만의 대만원숭이(Macaca cyclopis)와 근연 관계로, 서로 교배하여 잡종을 만들 수 있다.